# Unterseeboot 568
L'Unterseeboot 568 est un sous-marin allemand de type VII C utilisé par la Kriegsmarine pendant la Seconde Guerre mondiale,.

## Historique
L'U-568 appartient à la 3. Unterseebootsflottille, initialement à Kiel jusqu'en août 1941 puis à La Rochelle. En janvier 1942, il est transféré à la 29. Unterseebootsflottille à La Spezia.
Première patrouille
Le 3 août 1941, le sous-marin quitte Trondheim. Le 12, il croise au sud de l'Islande le convoi ON-4. L'une des torpilles frappe la corvette britannique HMS Picotee qui coule à l'instant. L'escorte contre-attaque mais n'atteint pas le sous-marin. Au bout de 39 jours, il revient à Saint-Nazaire.
Deuxième patrouille

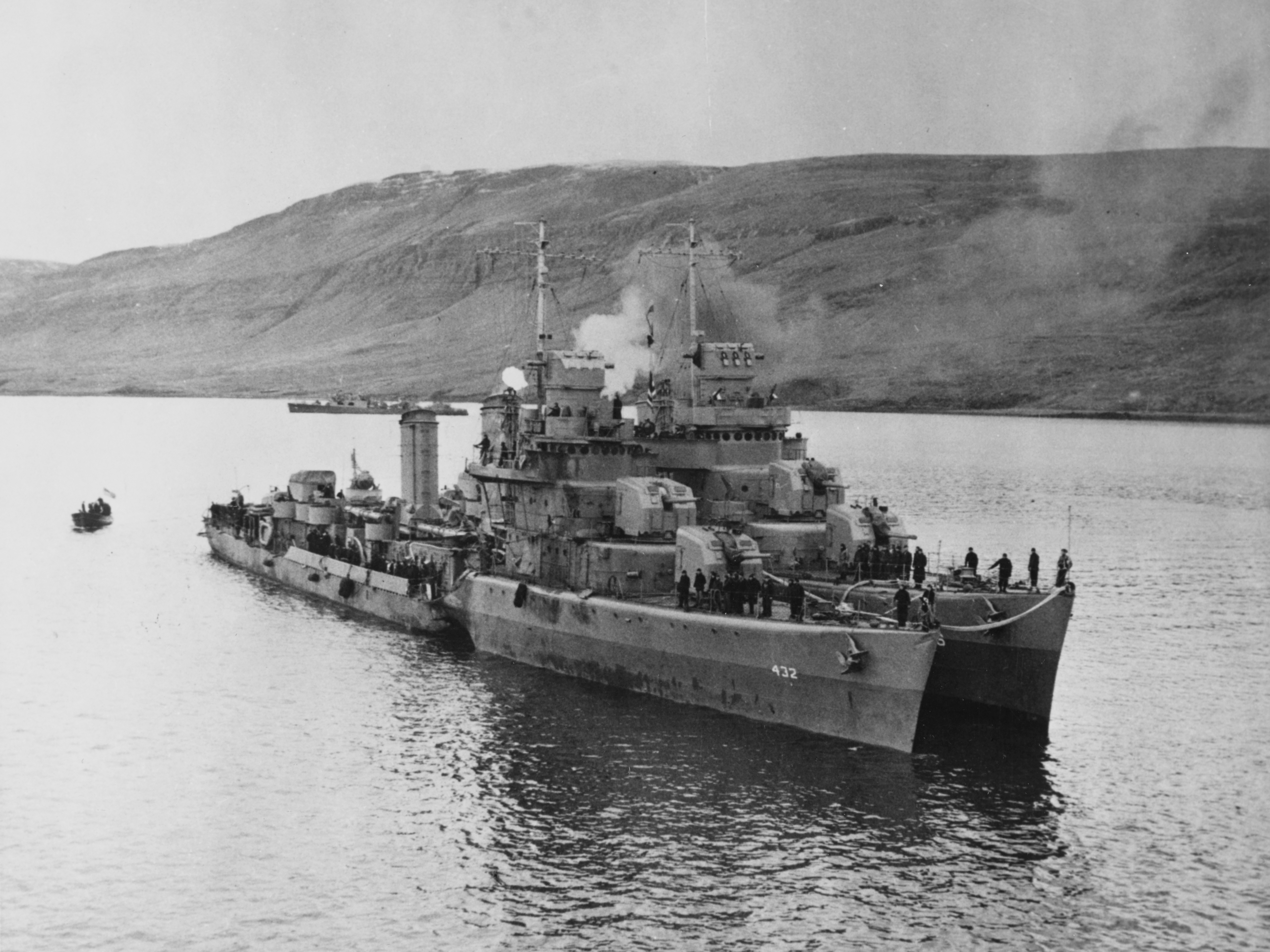
L'USS Kearny dans le port de Reykjavik, en Islande, le 19 octobre 1941, deux jours après avoir été torpillé par l'U-568. L' est à sa droite. À noter le trou de la coque après l'impact de la torpille côté tribord du Kearny.

Le 9 octobre 1941, l'U 568 quitte Saint-Nazaire. Le 16, il croise au sud de l'Islande le convoi SC-48 et coule le navire de charge Empire Heron. Le lendemain, il tire quatre torpilles contre le destroyer américain USS Kearny qui protège le convoi. L'une d'elles le touche, tuant dans son explosion onze membres d'équipage. Le Kearny se rend en Islande pour être réparé. Après trente jours de mer, le sous-marin revient à Saint-Nazaire.
Troisième patrouille
Le 1er décembre 1941, l'U 568 quitte Saint-Nazaire. Il part pour la mer Méditerranée. Après avoir franchi le détroit de Gibraltar, le commandant Joachim Preuss recherche les navires ennemis. Le 24 décembre, il torpille la corvette britannique HMS Salvia qui avait recueilli la veille les survivants du Shuntien coulé par l'U 559. L'équipage de la corvette et les survivants meurent.
Le 9 janvier 1942, l'U 568 est attaqué fortement par un Short S.25 Sunderland, mais il s'échappe en plongeant, avec des dégâts mineurs. Après quarante-cinq jours, sa plus longue patrouille, il rentre à La Spezia.
Quatrième patrouille
Le sous-marin part de La Spezia le 2 mars. Pendant 29 jours au large des côtes nord-africaines, il ne rencontre aucun ennemi. Il revient le 30 mars en Italie.
Cinquième patrouille
Le 21 mai, il quitte La Spezia. Il ne rencontre pas d'ennemi jusqu'au 29 mai. Ce jour-là, au nord-est de Tobrouk, il est traqué pendant quinze heures par les destroyers britanniques HMS Eridge, HMS Hero et HMS Hurworth qui protègent le convoi AT-47. À 3h30 heures du matin, le commandant Preuss décide d'abandonner le navire qu'il saborde. L'équipage est sauf.